# Vaso Čubrilović
Vaso Čubrilović (em sérvio:  Васо Чубриловић; Gradiška, 14 de janeiro de 1897 – Belgrado, 11 de junho de 1990) foi um erudito sérvio bósnio e um político iugoslavo. Como adolescente, ele se juntou ao movimento estudantil conhecido como Jovem Bósnia e foi envolvido na conspiração para assassinar o arquiduque Franz Ferdinand da Áustria em 28 de junho de 1914. Seu irmão, Veljko, também esteve envolvido na trama.
Čubrilović foi condenado por traição pelas autoridades da Áustria-Hungria e condenado por uma sentença de 16 anos; seu irmão foi condenado à morte e executado. Čubrilović foi libertado da prisão no final da Primeira Guerra Mundial e estudou história nas universidades de Zagrebe e Belgrado. Em 1937, ele fez uma palestra ao Clube Cultural Sérvio, no qual ele defendeu a expulsão de albaneses da Iugoslávia. Dois anos depois, ele se tornou professor de história na Universidade de Belgrado. Após a invasão da Iugoslávia pelas Potências do Eixo em abril de 1941, Čubrilović foi preso pelos alemães e enviado ao campo de concentração de Banjica, onde permaneceu preso durante grande parte da Segunda Guerra Mundial.
Quando a Segunda Guerra chegou ao fim, Čubrilović exortou as autoridades iugoslavas a expulsar o país das minorias étnicas (particularmente alemães e húngaros). No final do conflito, ele se tornou um ministro do governo. Na sua posição de Ministro da Agricultura, ele pressionou pela implementação de reformas agrícolas. Em seus últimos anos, ele se distanciou das ideologias nacionalistas pan-eslavas de sua juventude e expressou pesar pelo assassinato de Franz Ferdinand. No momento da sua morte, ele era o último participante da conspiração para matar o arquiduque ainda vivo.